# Дом, где родился Н. И. Кибальчич
Дом, где родился Н. И. Кибальчич — памятник истории национального значения в Коропе. Сейчас здесь размещается Коропской мемориальный музей Н. И. Кибальчича.

## История
Памятник упоминается в Постановление Кабинета министров Украины от 27.12.2001 № 1761 «Про занесение памятников истории, монументального искусства и археологии национального значения в Государственный реестр недвижимых памятников Украины».
Постановлением Кабинета министров Украины от 03.09.2009 № 928 «Про занесение объектов культурного наследия национального значения в Государственный реестр недвижимых памятников Украины» («Про занесення об'єктів культурної спадщини національного значення до Державного реєстру нерухомих пам'яток України») присвоен статус памятник истории национального значения с охранным № 250013-Н под названием Дом, где родился революционер-народоволец, изобретатель Н. И. Кибальчич. Данное Постановление аннулировало предыдущие: Постановление Совета Министров УССР от 21.07.1965 № 711, Постановления Кабинета министров Украины от 28.10.1996 № 1421 и от 27.12.2001 № 1761.

## Описание
Дом сооружен в середине 19 века. В доме родился и 6 лет в период 1853-1859 годы жил будущий революционер и изобретатель Николай Кибальчич, а также позже не раз бывал во время каникул. Одноэтажный, деревянный на кирпичном фундаменте дом, с крыльцом у единственного входа. Состоял из 5 комнат, кухни, прихожей и коридора. До октября 1917 года в доме жила семья Н. И. Кибальчича, после использовался другими частными собственниками.   
В 1959 году на фасаде дома установлена мемориальная мраморная доска с надписью: «У цьому будинку 31 жовтня 1853 року народився революціонер-народоволець, винахідник Микола Іванович Кибальчич» («В этом доме 31 октября 1853 года родился революционер-народоволец, изобретатель Николай Иванович Кибальчич»).
В 1959 году Черниговский областной совет депутатов трудящихся принял решение про открытие музея. 20 января 1960 года в доме был открыт Коропской мемориальный музей Н. И. Кибальчича. Экспозиция до конца 1988 года имела 4 раздела, каждому из которых отводилась отдельная комната. 
В первой комнате были материалы, рассказывающие про детские и юношеские годы Н. И. Кибальчича, про учёбу в Петербурге и начало революционной деятельности. Экспозиция второй комнаты рассказывала про его участие в народническом движении, третьей комнаты — про Николая Кибальчича, как про учёного и изобретателя первого в мире реактивного летательного аппарата. В четвёртой комнате — экспонаты про освоение космоса. В конце 1988 года была проведена реконструкция дома, вследствие которой было создано два экспозиционных зала. В первом размещены три раздела экспозиции, посвященные Николаю Кибальчичу, во втором — четвертый, посвящённый космонавтике.